# Jeff Danna
Jeff Danna, född 7 juni 1964 i Burlington i Ontario, är en kanadensisk kompositör. Danna, som är uppvuxen i Toronto, har bland annat gjort musik till filmerna The Boondock Saints, Resident Evil: Apocalypse, Silent Hill, The Imaginarium of Doctor Parnassus, Den gode dinosaurien, Storkarna, Familjen Addams, Framåt och Min fars drake, samt till TV-serien Julia. Han är yngre bror till Mychael Danna, som även han arbetar som kompositör.

## Filmografi (i urval)

### Filmer
| - 1989 – Cold Comfort - 1999 – The Boondock Saints - 2001 – O - 2001 – Monsters, Inc. - 2001 – Den grå zonen - 2004 – Resident Evil: Apocalypse - 2005 – Ripley Under Ground - 2005 – Tideland - 2006 – Silent Hill - 2007 – Bristande bevis - 2007 – Closing the Ring - 2008 – Lakeview Terrace - 2009 – The Boondock Saints II: All Saints Day - 2009 – The Imaginarium of Doctor Parnassus - 2009 – Uppdrag: Makt | - 2009 – The Watcher - 2009 – Leaves of Grass - 2010 – The Last Rites of Ransom Pride - 2011 – Thin Ice - 2012 – Silent Hill Revelation 3D - 2012 – Erased - 2015 – Kurt Cobain: Montage of Heck - 2015 – Den gode dinosaurien - 2016 – Storkarna - 2016 – Billy Lynn's Long Halftime Walk - 2019 – Familjen Addams - 2020 – Framåt - 2021 – Trolljakten: Titanernas kamp - 2021 – Familjen Addams 2 - 2022 – Min fars drake |

### TV-serier
- 1991–1993 – Tropical Heat (TV-serie)
- 1996–1997 – Beverly Hills (TV-serie)
- 2004–2006 – Mamma Spindels alla små kryp (TV-serie)
- 2010–2011 – Babar och Badous äventyr (TV-serie)
- 2011 – Camelot (TV-serie)
- 2012–2014 – Continuum (TV-serie)
- 2014–2016 – Tyrant (TV-serie)
- 2017 – Alias Grace (TV-serie)
- 2019 – Tre har landat: Äventyr i Arcadia (TV-serie)
- 2020 – Trollkarlarna: Äventyr i Arcadia (TV-serie)
- 2022 – Julia (TV-serie)